# 반공예술인단
반공예술인단은 대한민국의 관변단체이다.
1950년대 자유당 치하에서 반공 예술을 빙자하며 정권의 옹호와 선전의 구실을 담당한 단체이다. 단장은 임화수였다. 임화수는 반공예술인단장으로서 한국연예주식회사 사장, 한국영화제작가협회 회장, 서울특별시극장협회 부회장, 한국무대예술원 최고심사위원 등의 직함도 가졌다.
이 단체는 겉으로는 반공을 내걸었으나 사실상 자유당의 전위대 구실을 하였고, 이로 인하여 자유당과 경찰의 비호를 받았다. 이에 따라 문화예술계는 모두 이 단체의 영향권 내에 있게 되었다. 임화수는 명령에 복종하지 않는 사람에게 ‘빨갱이’라는 낙인을 찍어 꼼짝 못하게 하였고, 배우를 비롯한 영화계 사람들은 반공예술인단원들의 요구에 굴복하지 않을 수 없었다.
이런 기여를 인정받아 임화수는 자유당 말기에는 문교부장관설까지 돌았다.